# 切纳尼
切纳尼（Chenani），是印度查谟-克什米尔邦乌德汉普尔县的一个城镇。总人口2159（2001年）。

## 人口
该地2001年总人口2159人，其中男性1189人，女性970人；0—6岁人口268人，其中男146人，女122人；识字率79.76%，其中男性为85.28%，女性为72.99%。